# Antti Kaikkonen
Antti Samuli Kaikkonen, född 14 februari 1974 i Åbo, är en finländsk politiker, som sedan juni 2024 är partiledare för Centern. Han är ledamot av Finlands riksdag sedan 2003 och var Finlands försvarsminister 2019–2023. Till utbildningen är Kaikkonen politices kandidat.
Kaikkonen omvaldes i riksdagsvalet 2015 med 10 617 röster från Nylands valkrets. Han kandiderade 2019 i valet till partiledarposten, men förlorade på partikongressen mot Katri Kulmuni med röstsiffrorna 829–1092. 2024 kandiderade han återigen till posten, och denna gång vann han partiledarvalet mot Tuomas Kettunen med röstsiffrorna 1368–308.